# Gusztáv Groisz
Gusztáv Groisz (15. července 1840 Kluž – 23. ledna 1899 Budapešť), byl rakouský právník, vysokoškolský pedagog a politik maďarské národnosti ze Sedmihradska, v 60. letech 19. století poslanec rakouské Říšské rady, pak poslanec Uherského sněmu.

## Biografie
Profesí byl právníkem. Studoval na gymnáziu v Kluži a Sibini a na právní akademii. Od 70. let vyučoval na nově zřízené univerzitě v Kluži, kde zastával i post děkana a rektora. Do penze odešel roku 1894. Byl veřejně a politicky aktivní.
Počátkem 60. let se s obnovou ústavního systému vlády zapojil i do vysoké politiky. V zemských volbách byl zvolen na Sedmihradský zemský sněm. Působil také coby poslanec Říšské rady (celostátního parlamentu Rakouského císařství), kam ho delegoval Sedmihradský zemský sněm roku 1863 (Říšská rada tehdy ještě byla volena nepřímo, coby sbor delegátů zemských sněmů). 27. října 1863 složil slib, 16. listopadu 1864 opětovně složil slib.
Poté, co bylo roku 1867 provedeno rakousko-uherské vyrovnání, se zapojil do politického života v Uhersku. Zasedal jako poslanec Uherského sněmu. Zemřel v lednu 1899.